# Литохоро
Лито̀хоро (на гръцки: Λιτόχωρο, катаревуса: Λιτόχωρον, Литохорон) е градче в Егейска Македония, Гърция, център на дем Дион-Олимп в административна област Централна Македония. 

## География
Селото е на 300 m надморска височина, на 23 km южно от Катерини и на 5 km от морето в източното подножието на Олимп. Над него е Енипейският пролом с Енипейския водопад.

## История

### В Османската империя
В Литохоро има няколко църкви, датиращи от стари времена. В градчето има две енорийски църкви – „Свети Николай“ и „Свети Димитър“, а край него са разположени – „Свети Георги“, „Света Марина“, „Успение Богородично“, „Свети Атанасий“ и „Света Параскева“, които са защитени паметници на културата.
В XIX век Литохоро е гръцко село в Катеринската каза на Османската империя. Александър Синве („Les Grecs de l’Empire Ottoman. Etude Statistique et Ethnographique“) в 1878 година пише, че в Литохори (Lithokhori), Платамонска епархия, живеят 1200 гърци.

### В Гърция
В 1913 година след Междусъюзническата война Литохоро остава в Гърция. В 1923 година тук са заселени 70 души гърци бежанци. В 1928 година е смесено местно-бежанско селище с 19 бежански семейства и 68 жители бежанци.
| Име     | Име      | Ново име    | Ново име    | Описание                                                              |
| ------- | -------- | ----------- | ----------- | --------------------------------------------------------------------- |
| Корджа  | Κορτζά   | Агриахладия | Άγριαχλαδιά | връх в Олимп на СЗ от Литохоро (1128 m)                               |
| Бандара | Μπαντάρα | Логотетис   | Λογοθέτης   | местност в Олимп на ЮЗ от Литохоро, СЗ под връх Симеофорос (2366,1 m) |
| Барес   | Μπάρες   | Пигес       | Πηγές       | местност в Олимп на ЮЗ от Литохоро, С под връх Метеморфосис (2699 m)  |
| Голна   | Γκόλνα   | Ститома     | Στήθωμα     | връх в Олимп на ЮЗ от Литохоро (926 m)                                |
| Исвурос | Ισβουρος | Анаврико    | Άναβρυκό    | местност в Олимп на ЮЗ от Литохоро, С под връх Метеморфосис (2699 m)  |
| Згрия   | Ζγκριά   | Перасма     | Πέρασμα     |                                                                       |
| Магазия | Μαγαζιά  | Агораста    | Άγοραστά    | местност в Олимп на З от Литохоро, СИ под връх Скольон (2910 m)       |

В 2004 година в Литохоро отваря врати морски музей.
| Година    | 1913 | 1920 | 1928 | 1940 | 1951 | 1961 | 1971 | 1981 | 1991 | 2001 | 2011 | 2021 |
| --------- | ---- | ---- | ---- | ---- | ---- | ---- | ---- | ---- | ---- | ---- | ---- | ---- |
| Население | 5339 | 4187 | 4602 | 4936 | 5987 | 5032 | 5561 | 6109 | 6656 | 6697 | 6995 | 6615 |

## Личности
Сред известните жители на градчето са руският генерал Захар Аркас (1793 – 1866), революционерът Евангелос Коровангос (? – 1895) и гревенският митрополит Давид Дзюмакас (р. 1958).